# Lijst van personen uit Oklahoma City
Dit is een chronologische lijst van personen uit Oklahoma City, Oklahoma. Het gaat om personen die er zijn geboren.

## Geboren in Oklahoma City

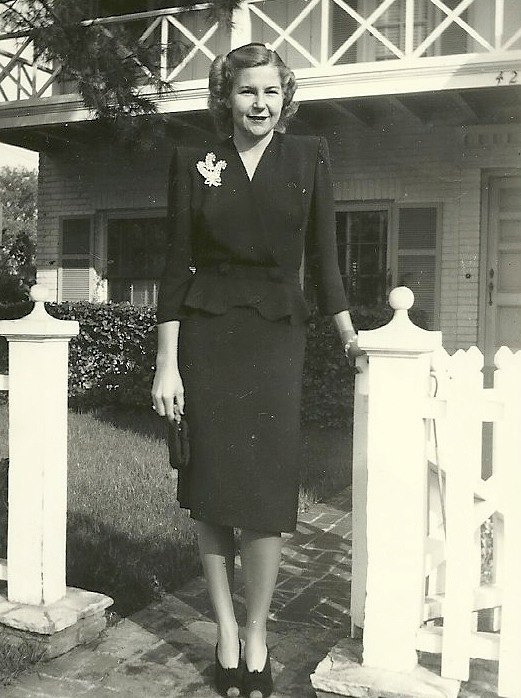
Tennisster Louise Brough (1923–2014)

### 1900–1929
- Jimmy Rushing (1901–1972), blues- en swing jazz-zanger
- Kay Francis (1905–1968), actrice
- Lon Chaney jr. (1906–1977), acteur
- Louise Currie (1913–2013), actrice
- Ralph Ellison (1913–1994), schrijver en essayist
- Rochelle Hudson (1916–1972), actrice
- Louise Brough (1923–2014), tennisster

### 1930–1949

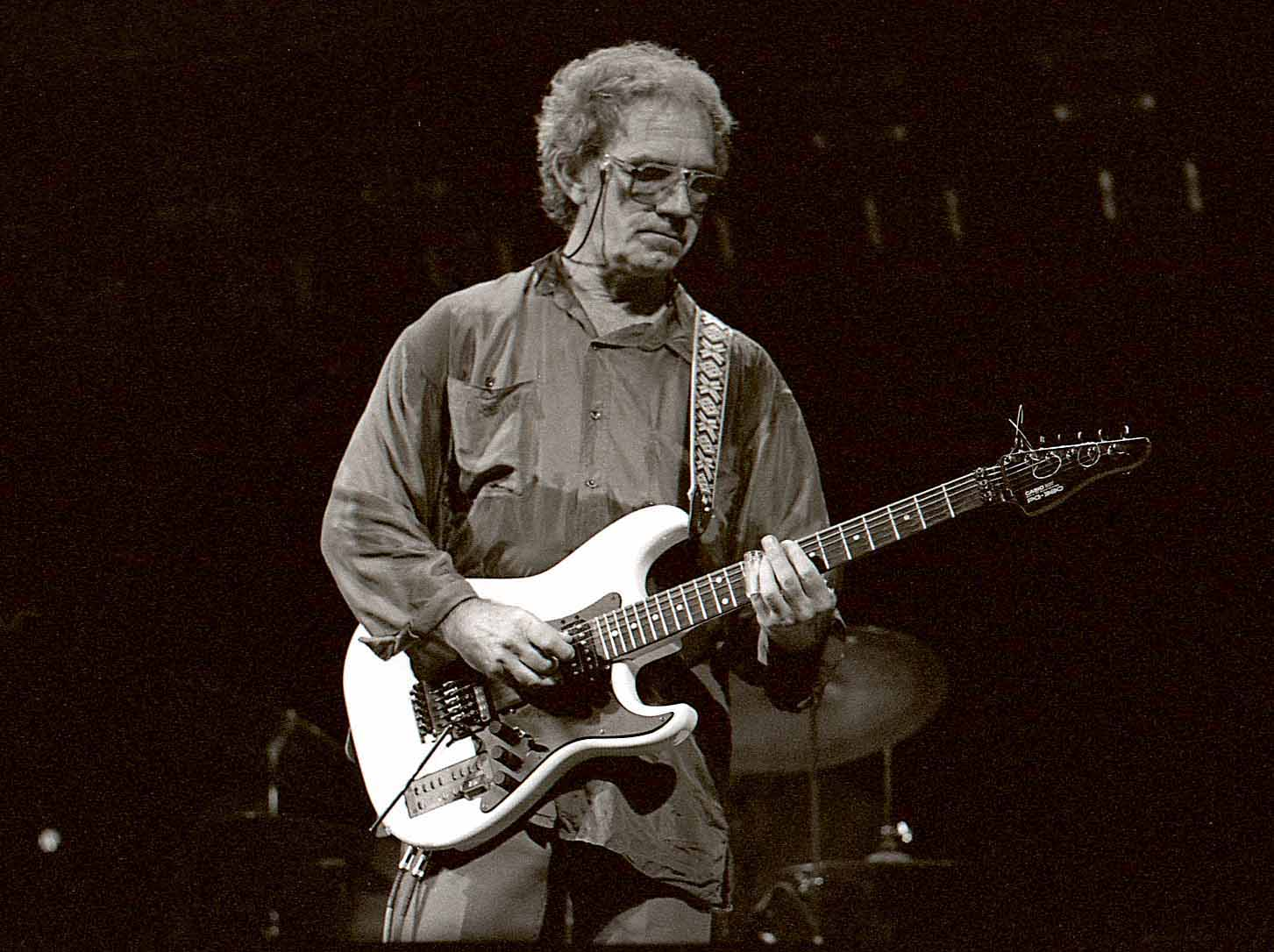
Blues singer-songwriter J.J. Cale (1938–2013)

- Kenneth Cooper (1931), uitvinder van de coopertest en aerobics
- Don Cherry (1936–1995), jazztrompettist
- J.J. Cale (1938–2013), blues singer-songwriter en gitarist
- Molly Bee (1939–2009), countryzangeres
- Bill Watts (1939), worstelaar
- Joe Haldeman (1943), sciencefictionschrijver
- Ted Shackelford (1946), acteur
- Elizabeth Warren (1949), senator voor Massachusetts
- Ken Wilber (1949), filosoof

### 1950–1969

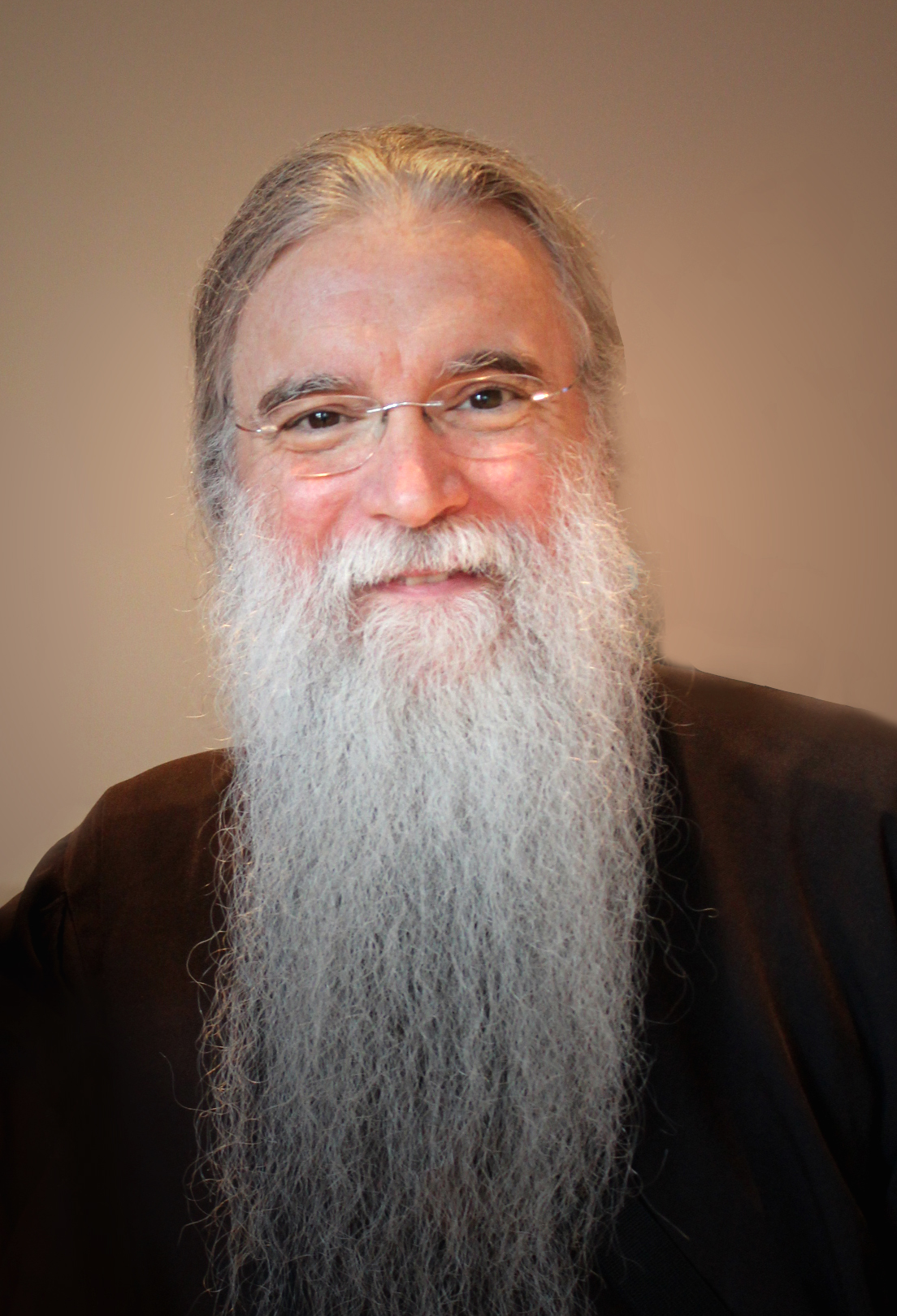
Singer-songwriter John Michael Talbot (1954)

- Michael Been (1950–2010), zanger en musicus
- John Michael Talbot (1954), katholieke monnik, singer-songwriter en gitarist
- David Allen Bawden (1959-2022), geestelijke; sinds 1990 bekend als (tegenpaus) Michael I
- Lauren Lane (1961), actrice
- Suzy Amis (1962), actrice en model
- Michael Dolan (1965), acteur en filmregisseur
- Tisha Campbell (1968), actrice
- Brandon Douglas (1968), acteur

### 1970–1979
- Mike Mitchell (1970), filmregisseur, scenarioschrijver, animator en stemacteur
- Emily Levan (1973), atlete
- Tony Thompson (1975–2001), R&B- en soulzanger
- Lindsay Lee-Waters (1977), tennisspeelster
- Melissa R. Martin (1979), actrice
- Don Nguyen (1979), skateboarder

### 1980–1999

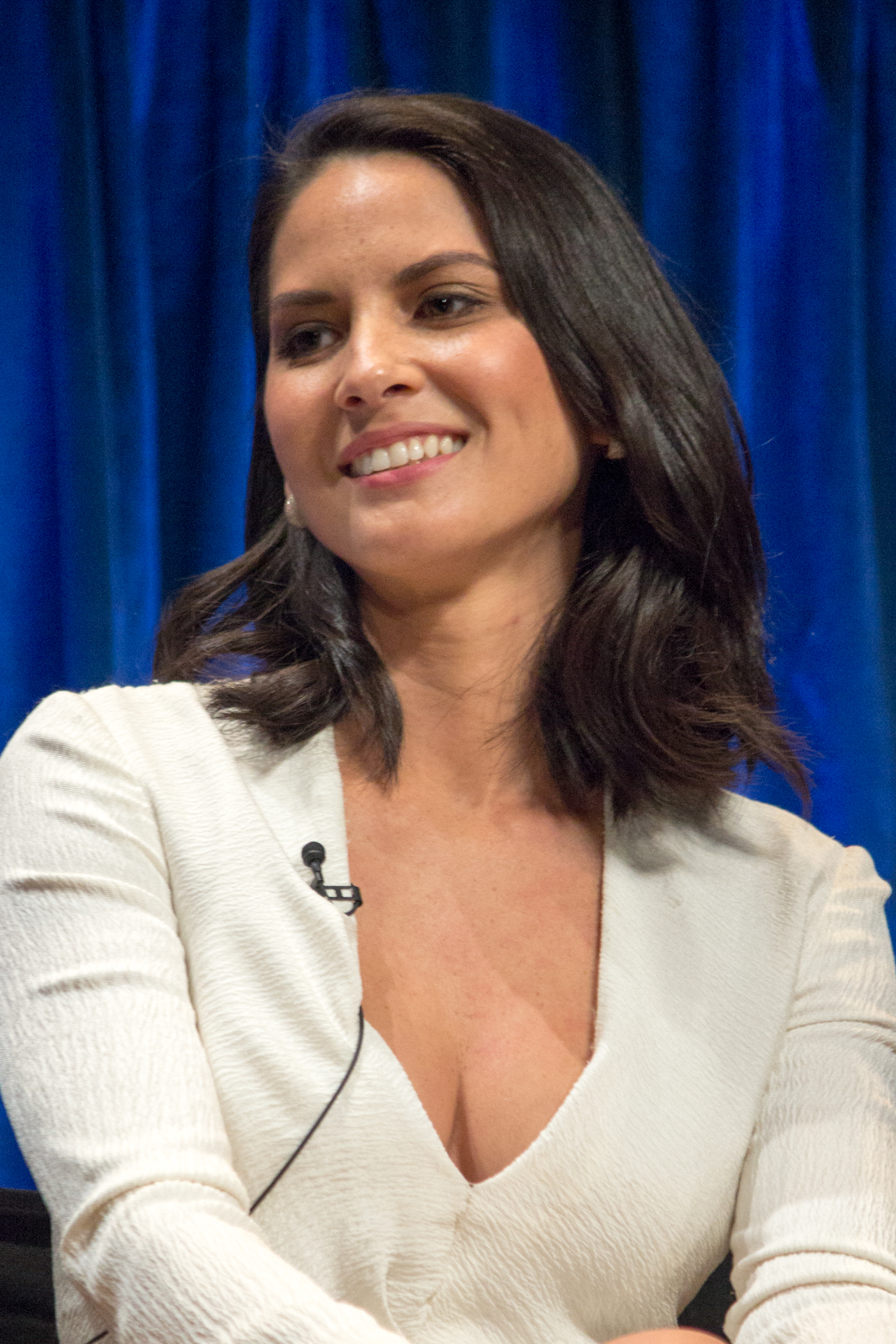
Actrice Olivia Munn (1980)

- Olivia Munn (1980), actrice en model
- Ray William Johnson (1981), YouTube-artiest
- Nicholas Monroe (1982), tennisser
- Sam Bradford (1987), American football-quarterback
- Blake Griffin (1989), profbasketballer
- Gil Roberts (1989), sprinter
- Lexi Ainsworth (1992), actrice
- Noah Crawford (1994), acteur en zanger